# Marc Van Peel
Marc Lodewijk Augusta Van Peel (Wilrijk, 18 september 1949) is een Belgisch politicus voor de CD&V.

## Levensloop

### Jeugd en vroege carrière
Tijdens zijn jeugdjaren was Marc Van Peel een fervente scout en kreeg hij de totem Pientere Koala. Zijn zeventienjarige scoutscarrière sloot hij af als verbondscommissaris van het Vlaams Verbond van Katholieke Scouts en Meisjesgidsen (VVKS-VVKM), een functie die hij uitoefende van 1974 tot 1979.
Hij behaalde in 1972 een licentie in de geschiedenis aan de Rijksuniversiteit Gent en was van 1972 tot 1974 leraar geschiedenis en kunstgeschiedenis in Deinze. Na zijn periode als verbondscommissaris bij de scouts werkte hij van 1979 tot 1986 op de vormingsdienst van de vakbond ACV. Van 1986 tot 1987 was hij vervolgens adjunct-secretaris van het ACW.

### Nationale politiek
Via het ACV en ACW kwam Van Peel in de CVP terecht. In november 1987 werd hij voor deze partij verkozen in de Kamer van volksvertegenwoordigers voor het kiesarrondissement Antwerpen, een mandaat dat hij bekleedde tot in mei 1995. In de periode februari 1988-mei 1995 had hij als gevolg van het toen bestaande dubbelmandaat ook zitting in de Vlaamse Raad. De Vlaamse Raad was vanaf 21 oktober 1980 de opvolger van de Cultuurraad voor de Nederlandse Cultuurgemeenschap, die op 7 december 1971 werd geïnstalleerd, en was de voorloper van het huidige Vlaams Parlement. Bij de eerste rechtstreekse verkiezingen voor het Vlaams Parlement van 21 mei 1995 werd hij verkozen in de kieskring Antwerpen. Hij bleef Vlaams volksvertegenwoordiger tot juni 1999 en was in het Vlaams Parlement van 1995 tot 1996 voorzitter van de commissie Binnenlandse Aangelegenheden, Stadsvernieuwing en Huisvesting.
Van juni 1996 tot oktober 1999 was Van Peel partijvoorzitter van de CVP. Hij nam ontslag na de nederlaag van de partij bij de parlementsverkiezingen van juni 1999. Hierbij werd hij opnieuw verkozen in de Kamer. Hij zetelde er tot in mei 2003 en was van oktober 1999 tot januari 2001 fractievoorzitter voor de CVP in de Kamer en bleef dit tot in 2001. Nadien zetelde Van Peel van mei 2003 tot juni 2007 als rechtstreeks verkozen senator in de Senaat, waarna hij de nationale politiek verliet.

### Antwerpse politiek
Van januari 1989 tot december 2018 was Van Peel ook gemeenteraadslid van de stad Antwerpen. Begin 2001 werd hij schepen, bevoegd voor Personeel en Stadspatrimonium. In 2006 werd hij als lijstduwer op de gemeenteraadslijst van CD&V in Antwerpen opnieuw verkozen en aanvaardde hij een tweede schepenmandaat. Hij werd bevoegd voor Haven en Stadspersoneel. Dit hield in dat hij ook voorzitter werd van het Gemeentelijk Havenbedrijf Antwerpen, waar hij reeds vanaf 1996 in de raad van bestuur zetelde. In 2011 werd hij hiervoor uitgeroepen tot 'Maritiem Man van het Jaar' door ESPA Maritiem.
Voor de gemeenteraadsverkiezingen van 2012 kwam hij op als lijstduwer van de stadslijst sp.a-CD&V en werd verkozen. Tijdens deze campagne kwam hij in de media door een YouTube-filmpje waarin hij een Nederlander in de Schelde duwt. Wat later in de campagne maakte hij ook een filmpje waarin hij politiek tegenstrever Bart De Wever (N-VA), gekleed in een joggingpak en gespeeld door Van Peels zoon, uit het stadhuis weerde. Na de verkiezingen en tijdens de onderhandelingen voor een nieuwe bestuurscoalitie werd de stadslijst opgedoekt, volgens de sp.a omdat Van Peel te kennen had gegeven hoe dan ook niet in de oppositie te willen gaan. CD&V trad uiteindelijk in de coalitie onder leiding van De Wever en Van Peel werd opnieuw schepen, met als bevoegdheden Haven, Industrie en Werk. Bij de gemeenteraadsverkiezingen van 2018 was hij niet langer kandidaat.

### Na de politiek
Na zijn politieke leven werd in april 2019 Van Peel tot "havenambassadeur" benoemd. In deze functie diende hij buitenlandse delegaties in de Haven van Antwerpen rond te leiden bij afwezigheid van de havenschepen of de CEO van het Havenbedrijf.
In 2022 werd hij voorzitter van Maritiem Patrimonium, een private stichting die streeft voor de opwaardering van bijzondere oude Antwerpse vaartuigen. Ook dat jaar werd hij voorzitter van de Maritieme Kring Antwerpen.
In april 2023 schortte Van Peel zijn lidmaatschap van CD&V op uit onvrede met de koers van partijvoorzitter Sammy Mahdi, die volgens hem te veel op het platteland en op landbouwers was gericht en zich te zeer tegen de steden en de industrie keerde.
In 2024 keerde hij terug naar de politiek om de Antwerpse CD&V-afdeling te ondersteunen: hij werd lijstduwer voor CD&V bij de gemeenteraadsverkiezingen. Van Peel werd niet herkozen.

## Trivia
- Van Peel was te zien in de televisiereeks F.C. De Kampioenen waarin hij een rolletje speelde in de aflevering 'Met twee aan zee' (2004).
- Hij is een (verre) oom van de stand-upcomedian Michael Van Peel en N-VA-politica Valerie Van Peel.[17]